# XKeyscore
XKeyscore (XKS) je tajný počítačový systém používaný Národní bezpečnostní agenturou Spojených států amerických (NSA) pro vyhledávání a analýzu internetových dat, která shromažďuje v reálném čase po celém světě. NSA sdílela XKeyscore s dalšími zpravodajskými agenturami, včetně australského ředitelství signálů (ASD), kanadského zřízení pro zabezpečení komunikací, novozélandského vládního úřadu pro bezpečnost komunikací, britského vládního komunikačního ústředí, japonského ústředí obranného zpravodajství a německé zpravodajské služby Bundesnachrichtendienst.
V červenci 2013 Edward Snowden veřejně odhalil účel programu XKeyscore a jeho využití NSA v novinách The Sydney Morning Herald a O Globo. Krycí jméno (Občan Čtyři) bylo již veřejně známé, protože bylo zmíněno v dřívějších článcích a stejně jako mnoho jiných krycích jmen se objevuje v pracovních nabídkách a online životopisech zaměstnanců.
Německá veřejnoprávní televize Norddeutscher Rundfunk, člen ARD, zveřejnila 3. července 2014 úryvky zdrojového kódu XKeyscore.

## Rozsah a fungování
XKeyscore je komplikovaný systém a různí autoři mají různé interpretace jeho skutečných schopností. Edward Snowden a Glenn Greenwald řekli, že XKeyscore je systém, který umožňuje téměř neomezené sledování kohokoli kdekoli na světě, zatímco NSA tvrdila, že použití systému je omezené a limitováno na povolení.
Podle deníku The Washington Post a reportéra pro národní bezpečnost Marca Ambindera je XKeyscore systém NSA pro získávání dat, který se skládá z řady uživatelských rozhraní, backendových databází, serverů a softwaru, který vybírá určité typy dat a metadat, která NSA již shromáždila jinými metodami.

### Podle Snowdena a Greenwalda
26. ledna 2014 se německá vysílací společnost Norddeutscher Rundfunk zeptala Edwarda Snowdena ve svém televizním rozhovoru: "Co byste mohli udělat, kdybyste použili XKeyscore?" a on odpověděl:
Můžete číst e-maily kohokoli na světě, kohokoli, na koho máte e-mailovou adresu. Jakákoli webová stránka: Můžete sledovat provoz na ní az ní. Jakýkoli počítač, u kterého sedí jednotlivec: Můžete ho sledovat. Jakýkoli notebook, který sledujete: můžete jej sledovat, jak se pohybuje z místa na místo po celém světě. Je to jediné kontaktní místo pro přístup k informacím NSA. ... Můžete označit jednotlivce ... Řekněme, že pracujete ve velké německé korporaci a chci mít přístup k této síti, mohu sledovat vaše uživatelské jméno na webu na nějakém fóru, mohu sledovat vaše skutečné jméno, mohu sledovat spojení s vašimi přáteli a mohu vytvořit to, čemu se říká otisk prstu, což je síťová aktivita jedinečná pro vás, což znamená, ať jste kdekoli na světě, kdekoli se snažíte skrýt svou online přítomnost, vaši identitu.
Podle Glenna Greenwalda z The Guardian mohou analytici NSA na nízké úrovni prostřednictvím systémů, jako je XKeyscore, „sledovat jakékoli e-maily, které chtějí, jakékoli telefonní hovory, historii prohlížení, dokumenty Microsoft Word. A to vše se děje bez nutnosti obrátit se na soud a dokonce bez nutnosti získat souhlas nadřízeného ze strany analytika.“
Dodal, že databáze a data shromážděné komunikace NSA umožňuje jejím analytikům „naslouchat hovorům nebo číst e-maily všeho, co NSA uložila, nebo se podívat na historii prohlížení nebo na vyhledávané výrazy Google, které jste zadali, a také je upozorní na jakoukoli další aktivitu, kterou lidé připojení k této e-mailové adrese nebo této IP adrese v budoucnu provedou“.

### Podle NSA

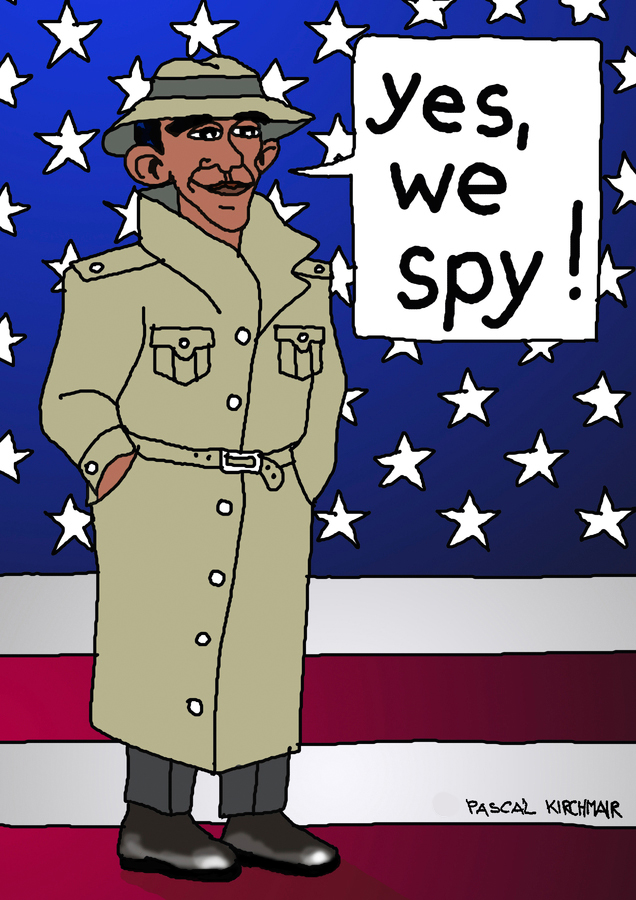
Ano, my provádíme špionáž!

V oficiálním prohlášení z 30. července 2013 NSA uvedla, že „XKeyscore se používá jako součást zákonného systému shromažďování zahraničních signálů zpravodajské služby NSA“ k legálnímu získávání informací o „legitimních cílech cizích zpravodajských služeb v reakci na požadavky, které naši vůdci potřebují na informace nezbytné k ochraně našeho národa a jeho zájmů... ke shromažďování informací, které nám umožňují plnit naše mise a všechny úspěšně chránit v zahraničí – k ochraně amerických jednotek.“ Pokud jde o přístup, v tiskovém prohlášení NSA se uvádí, že neexistuje žádný "nekontrolovaný přístup analytiků k údajům o sbírkách NSA. Přístup k XKeyscore, stejně jako ke všem analytickým nástrojům NSA, je omezen pouze na ty pracovníky, kteří potřebují přístup pro své přidělené úkoly." a že existují „přísné mechanismy dohledu a dodržování předpisů zabudované na několika úrovních. Jednou z funkcí je schopnost systému omezit to, co může analytik s nástrojem dělat, na základě zdroje sběru dat a definovaných povinností každého analytika.“

## Práce
Podle prezentace NSA o XKeyscore z roku 2013 se jedná o „DNI Exploitation System/Analytic Framework“. DNI je zkratka pro Digital Network Intelligence, což znamená inteligenci odvozenou z internetového provozu.
Edward Snowden o XKeyscore řekl: „Je to frontendový vyhledávač“ v rozhovoru pro německý Norddeutscher Rundfunk.
XKeyscore je "část linuxového softwaru, který se obvykle nasazuje na servery Red Hat. Používá webový server Apache a ukládá shromážděná data do databází MySQL".

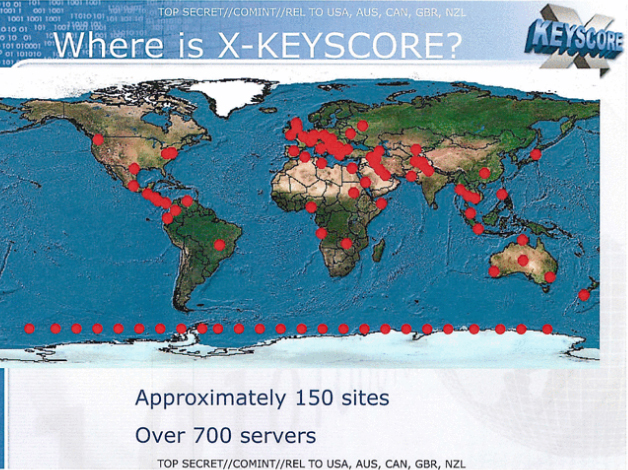
Snímek z prezentace NSA o XKeyscore z roku 2008, která ukazuje mapu světa s umístěním serverů XKeyscore

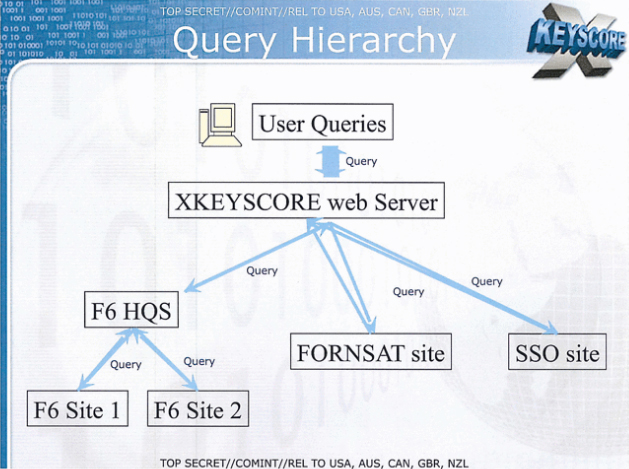
Snímek z prezentace NSA o XKeyscore z roku 2008, která ukazuje hierarchii dotazů

XKeyscore je považován za „pasivní“ program v tom, že naslouchá, ale nepřenáší nic do sítí, na které cílí. Může však spouštět další systémy, které provádějí „aktivní“ útoky prostřednictvím operací přizpůsobených přístupu, které „sklápějí“, například programy řady QUANTUM, včetně QUANTUMINSERT, QUANTUMHAND, QUANTUMTHEORY, QUANTUMBOT a QUANTUMCOPPER a Turbulence . Ty běží na takzvaných „obranných místech“, včetně letecké základny Ramstein v Německu, letecké základny Yokota v Japonsku a mnoha vojenských a nevojenských míst v USA. Trafficthief, základní program Turbulence, může upozornit analytiky NSA, když jejich cíle komunikují, a spustit další softwarové programy, takže vybraná data jsou „posouvána“ z místního úložiště dat XKeyscore do „podnikových úložišť“ NSA pro dlouhodobé uložení.

### Zdroje dat
XKeyscore se skládá z více než 700 serverů na přibližně 150 místech, kde NSA shromažďuje data, jako jsou „americká a spojenecká vojenská a další zařízení a také velvyslanectví a konzuláty USA“ v mnoha zemích po celém světě. Mezi zařízeními zapojenými do programu jsou čtyři základny v Austrálii a jedna na Novém Zélandu.
Podle prezentace NSA z roku 2008 jsou tyto servery XKeyscore napájeny daty z následujících sběrných systémů:
1. F6 (Speciální inkasní služba) – společná operace CIA a NSA, která provádí tajné operace včetně špionáže na zahraniční diplomaty a vůdce
2. FORNSAT – což znamená „sbírka zahraničních družic“ a odkazuje na odposlechy ze satelitů
3. SSO (Operace se speciálními zdroji) – divize NSA, která spolupracuje s telekomunikačními poskytovateli

V jediném nedatovaném snímku zveřejněném švédskými médii v prosinci 2013 jsou zmíněny následující dodatečné zdroje dat pro XKeyscore:
1. Nad hlavou – inteligence odvozená z amerických špionážních letadel, dronů a satelitů
2. Operace přístupu na míru – divize NSA, která se zabývá nabouráváním do systémů a kybernetickou válkou
3. FISA – všechny typy sledování schválené soudem Foreign Intelligence Surveillance Court
4. Třetí strana – zahraniční partneři NSA, jako jsou zpravodajské služby Belgie, Dánska, Francie, Německa, Itálie, Japonska, Nizozemí, Norska, Švédska atd. Nizozemsko se však nepodílí na jakékoliv spolupráci týkající se shromažďování a sdílení zpravodajských informací pro nezákonnou špionáž.

Z těchto zdrojů XKeyscore ukládá „úplná data“, která jsou indexována zásuvnými moduly, které extrahují určité typy metadat (jako jsou telefonní čísla, e-mailové adresy, přihlášení a aktivity uživatelů) a indexují je v tabulkách metadat, na které se mohou analytici dotazovat. XKeyscore byl integrován s MARINA, což je databáze NSA pro internetová metadata.
Systém však neustále získává tolik internetových dat, že je lze ukládat pouze po krátkou dobu. Data obsahu zůstávají v systému pouze tři až pět dní, zatímco metadata jsou uložena až třicet dní. Podrobný komentář k prezentaci NSA zveřejněný v The Guardian v červenci 2013 cituje dokument zveřejněný v roce 2008, který prohlašuje, že „Na některých stránkách může být množství dat, které přijímáme za den (20+ terabajtů), uloženo pouze po dobu 24 hodin.“

### Typy XKeyscore
Podle dokumentu z interního webu GCHQ, který zveřejnil německý časopis Der Spiegel v červnu 2014, existují tři různé typy systému XKeyscore:
- Tradiční : Počáteční verze XKeyscore je napájena daty z nízkorychlostních datových signálů po zpracování systémem WEALTHYCLUSTER. Tuto tradiční verzi nepoužívá pouze NSA, ale také na mnoha záchytných místech GCHQ.
- Fáze 2 : Tato verze XKeyscore se používá pro vyšší přenosové rychlosti. Data jsou nejprve zpracována systémem TURMOIL, který odešle 5 % internetových datových paketů do XKeyscore. GCHQ používá pouze tuto verzi pro svou kolekci v rámci programu MUSCULAR .
- Deep Dive : Tato nejnovější verze dokáže zpracovat internetový provoz s rychlostí přenosu dat 10 gigabitů za sekundu. Data, která by mohla být užitečná pro zpravodajské účely, jsou poté vybírána a předávána pomocí "výběrového jazyka GENESIS". GCHQ také provozuje řadu Deep Dive verzí XKeyscore na třech místech pod kódovým označením TEMPORA.[29]

### Schopnosti

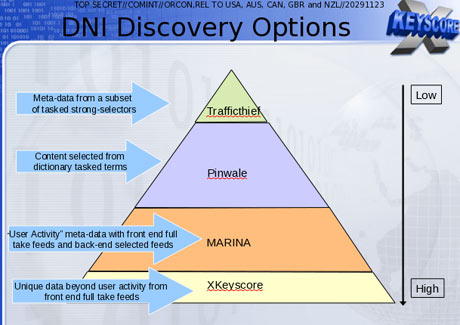
Snímek z prezentace NSA o XKeyscore z roku 2008, ukazující rozdíly mezi různými databázovými systémy NSA

Pro analytiky poskytuje XKeyscore „řadu prohlížečů pro běžné datové typy“, což jim umožňuje dotazovat se na terabajty nezpracovaných dat shromážděných na výše uvedených sběrných místech. To jim umožňuje najít cíle, které nemohou být nalezeny pouze prohledáváním metadat, a také to dělat proti souborům dat, které by jinak byly vyřazeny předními systémy zpracování dat. Podle snímku z prezentace XKeyscore vybírají sbírkové weby NSA a přesměrovávají méně než 5 % internetového provozu do databáze PINWALE pro internetový obsah.
Protože XKeyscore zadržuje nezpracovaný a nevybraný komunikační provoz, analytici mohou provádět dotazy nejen pomocí „silných selektorů“, jako jsou e-mailové adresy, ale také pomocí „měkkých selektorů“, jako jsou klíčová slova, proti hlavním textům e-mailových a chatových zpráv a digitálních dokumentů a tabulek v angličtině, arabštině a čínštině.
To je užitečné, protože „velké množství času stráveného na webu provádí akce, které jsou anonymní“, a proto tyto aktivity nelze najít pouhým hledáním e-mailových adres cíle. Když je obsah nalezen, analytik může být schopen najít novou inteligenci nebo silný selektor, který pak může být použit pro zahájení tradičního vyhledávání.
Kromě použití měkkých selektorů mohou analytici používat také následující další možnosti XKeyscore:
- Hledejte použití Map Google a výrazy zadané do vyhledávače známými cíli, kteří hledají podezřelé věci nebo místa.
- Hledejte „anomálie“ bez připojené konkrétní osoby, jako je zjišťování národnosti cizinců analýzou jazyka používaného v zachycených e-mailech. Příkladem může být německy mluvící v Pákistánu. Brazilský list O Globo tvrdí, že to bylo aplikováno na Latinskou Ameriku a konkrétně na Kolumbii, Ekvádor, Mexiko a Venezuelu.[35][36]
- Zjistěte lidi, kteří používají šifrování, pomocí vyhledávání jako „všechno použití PGP v Íránu“. Upozornění je, že velmi široké dotazy mohou vést k příliš velkému množství dat pro přenos zpět k analytikovi.
- Ukazuje využití virtuálních privátních sítí (VPN) a počítačů, které mohou být potenciálně hacknuty prostřednictvím TAO.
- Sledujte zdroj a autorství dokumentu, který prošel mnoha rukama.
- 3. července 2014 ARD odhalilo, že XKeyscore se používá k pečlivému sledování uživatelů anonymní sítě Tor,[37] lidí, kteří na webu hledají software zvyšující soukromí,[37] a čtenářů Linux Journalu.[38]

The Guardian v roce 2013 odhalil, že většinu těchto věcí nelze detekovat jinými nástroji NSA, protože fungují se silnými selektory (jako jsou e-mailové a IP adresy a telefonní čísla) a objemy nezpracovaných dat jsou příliš vysoké na to, aby mohly být předány do jiných databází NSA. 
V roce 2008 plánovala NSA v budoucnu přidat řadu nových funkcí, včetně přístupu k VoIP a dalším, blíže nespecifikovaným síťovým protokolům a dalším formám metadat, jako jsou značky Exif, které často obsahují geolokační (GPS ) údaje.

## Příspěvek k bezpečnosti USA
Snímky NSA zveřejněné v The Guardian během roku 2013 tvrdily, že XKeyscore sehrálo roli při dopadení 300 teroristů do roku 2008, což nebylo možné doložit, protože redigované dokumenty neuvádějí případy teroristických zásahů.
Zpráva z roku 2011 od jednotky NSA v Dagger Complex (poblíž Griesheimu v Německu) uvedla, že XKeyscore usnadňuje a zefektivňuje cílené sledování. Dříve byla k analýze často přístupná data, o která NSA neměla zájem. XKeyscore jim umožnilo soustředit se na zamýšlená témata a ignorovat nesouvisející data. XKeyscore se také ukázal jako vynikající pro sledování aktivních skupin spojených s hnutím Anonymous v Německu, protože umožňuje hledat spíše vzorce než konkrétní jednotlivce. Analytik je schopen určit, kdy cíle zkoumají nová témata nebo vyvíjejí nové chování.
Pro vytvoření další motivace začlenila NSA různé funkce gamifikace. Například analytici, kteří byli obzvláště dobří v používání XKeyscore, mohli získat „dovednostní“ body a „odemknout úspěchy“. Tréninkové jednotky v Griesheimu byly zjevně úspěšné a tamní analytici dosáhli „nejvyššího průměru dovednostních bodů“ ve srovnání se všemi ostatními odděleními NSA účastnícími se výcvikového programu.

## Využití zahraničními partnery NSA

### Německo

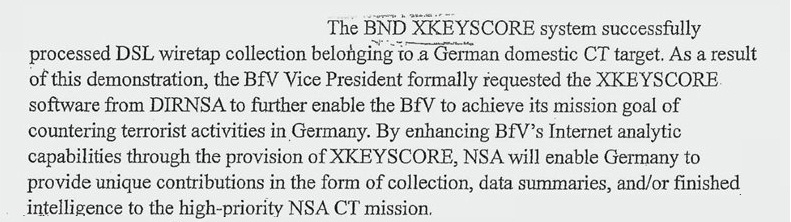
Výňatek z dokumentu NSA, který unikl Edwardem Snowdenem a který odhaluje, jak BND používá NSA XKeyscore k odposlechu německého domácího cíle

Podle dokumentů, které Der Spiegel získal od Snowdena, směly systém XKeyscore používat také německé zpravodajské agentury BND (zahraniční rozvědka) a BfV (domácí rozvědka). V těchto dokumentech byla agentura BND popsána jako nejplodnější partner NSA při shromažďování informací. To vedlo k politickým konfrontacím, po kterých ředitelé německých zpravodajských služeb informovali 25. července 2013 členy německého parlamentního výboru pro dohled nad zpravodajskými službami. Prohlásili, že XKeyscore používá BND od roku 2007 a že BfV používá testovací verzi od roku 2012. Ředitelé také vysvětlili, že program není určen pro sběr dat, ale pouze pro analýzu shromážděných dat.

### Švédsko
Jako součást dohody UKUSA byla v roce 1954 podepsána tajná smlouva Švédskem se Spojenými státy, Spojeným královstvím, Kanadou, Austrálií a Novým Zélandem (nazývaná Pět očí) za účelem spolupráce zpravodajských služeb a sdílení dat. Podle dokumentů, které poskytl Snowden, byl National Defense Radio Establishment (FRA) udělen přístup k XKeyscore.

### Dánsko
V probíhajícím skandálu, kde bylo odhaleno, že NSA pomohla FE (Danish Defense Intelligence Service) vybudovat nové špionážní datové centrum v Sandagergård, Amager, bylo XKeyscore zpřístupněno pro FE k použití na shromážděných datech.

### Japonsko
Utajované dokumenty uniklé Snowdenem také naznačují, že v dubnu 2013 NSA tajně poskytla systém XKeyscore japonské vládě.